# شوروود (ویسکانسین)
شوروود، ویسکانسین (به انگلیسی: Shorewood, Wisconsin) یک شهرک و روستا در ایالات متحده آمریکا است که در شهرستان میلواکی، ویسکانسین واقع شده‌است.

## خصوصیات
شوروود ۴٫۱۲ کیلومترمربع مساحت و ۱۳٬۱۶۲ نفر جمعیت دارد و ۲۰۷ متر بالاتر از سطح دریا واقع شده‌است.

## نگارخانه

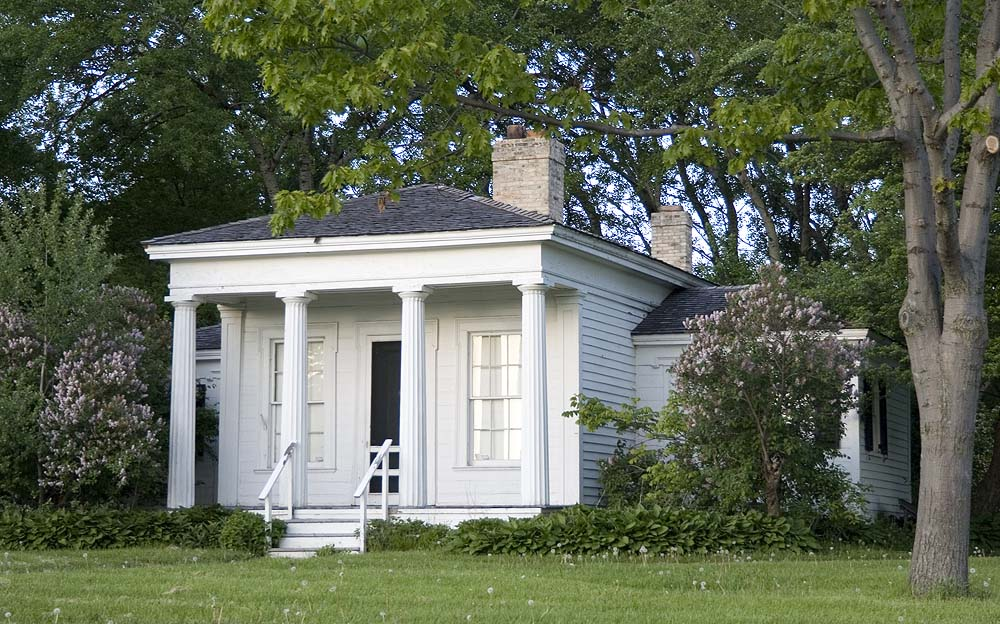
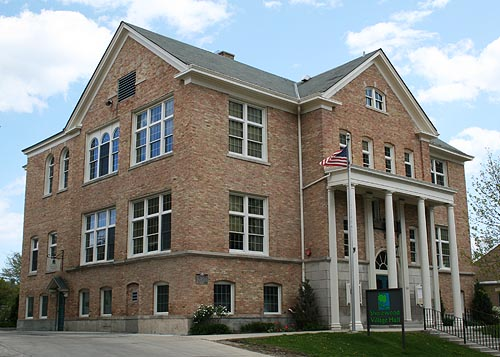